# Mission (Film)
Mission (Originaltitel: The Mission) ist ein britischer Spielfilm von Roland Joffé aus dem Jahr 1986. Auf wahren Begebenheiten beruhend, erzählt er von Vertretern eines Jesuitenordens, die im 18. Jahrhundert südamerikanische Ureinwohner missionieren und ihnen nach politischen Umwälzungen in Europa dabei helfen, sich gegen die vordringenden Portugiesen zu verteidigen. Der Film wurde mehrfach preisgekrönt, so auch mit einem Oscar.

## Handlung
Die in der Nähe der Iguazú-Wasserfälle lebenden Guaraní binden einen Priester an ein Kreuz und lassen es die Wasserfälle hinabstürzen. Aus dem Off erklärt der Erzähler des Films, der päpstliche Gesandte Altamirano, der Tod dieses Missionars werde das Leben einer großen Anzahl der Menschen beeinflussen. Ein weiterer Pater namens Gabriel wird geschickt. Er wagt den Aufstieg an den Wasserfällen und nimmt durch das Spiel auf einer Oboe, das zum Leitmotiv des Filmes wird, Kontakt zu den Guaraní auf. Diese nehmen Gabriel daraufhin bei sich auf. Ihm bleibt das Schicksal seines Vorgängers erspart. Dadurch wird es ihm möglich, die Guaraní an den christlichen Glauben heranzuführen.

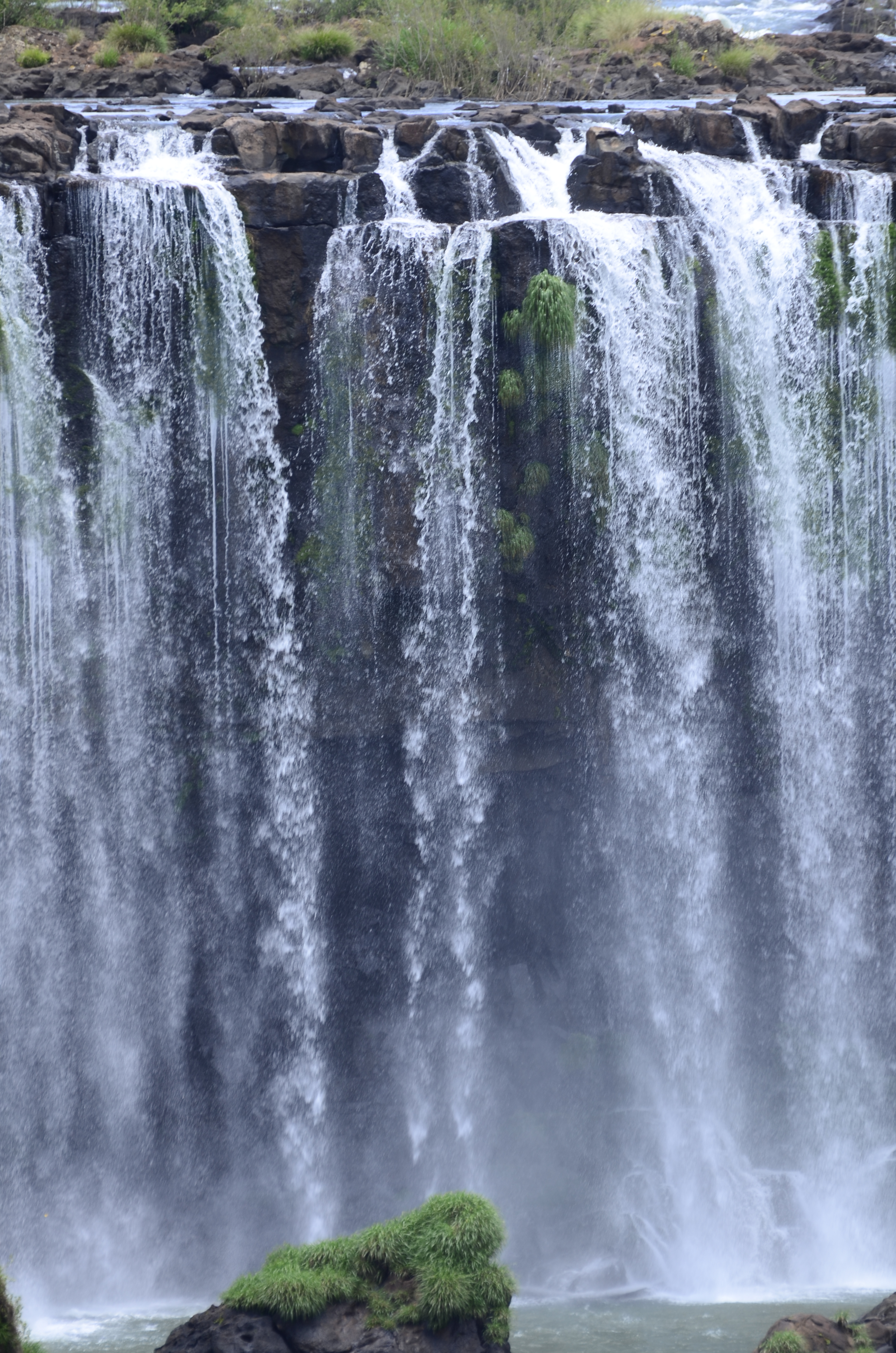
Drehort Iguazú-Wasserfälle

Durch den Vertrag von Madrid (1750), der die Grenzen zwischen dem portugiesisch kolonisierten Brasilien, wo Indianersklaverei legal ist, und den spanischen Kolonien Südamerikas, in denen sie abgeschafft ist, neu festlegte, geraten die Jesuitenreduktionen nun in portugiesisches Herrschaftsgebiet und sind den Überfällen der Bandeirantes ausgesetzt, die die Guaraní versklaven wollen. Der portugiesische Soldat und Sklavenhändler Rodrigo Mendoza tötet seinen Halbbruder aus Eifersucht in einem Duell.  Er ist verzweifelt und bricht mit seinem bisherigen Leben. Mendoza schließt sich aus Reue einer Jesuiten-Mission (siehe auch: Jesuitenreduktionen der Guaraní) an, die sich um die bedrohten Ureinwohner kümmert. Auf dem Weg dorthin schleppt er als selbstauferlegte Sühne seine schwere Rüstung wie ein Kreuz mit sich. Die anderen Ordensbrüder haben Mitleid mit ihm, wollen ihn von der Last befreien. Doch Pater Gabriel, Anführer der Patres, wendet ein, Mendoza müsse selbst entscheiden, wann seine Tat genügend gesühnt sei. Als er mit den Missionaren bei den Ureinwohnern ankommt, erkennen diese in ihm den einstigen Verfolger und bedrohen ihn mit Waffen. Mendoza ist bereit zu sterben. Die Ureinwohner üben Barmherzigkeit und schneiden das Seil durch – die Rüstung und die Stichwaffen fallen in die Tiefe. Mendoza ist tief berührt über die ihm gewährte Vergebung. 
Mendoza findet seinen Seelenfrieden in der Arbeit der Dschungelmission, die von Pater Gabriel geleitet wird. Einer Kommission mit Altamirano an der Spitze wird das Problem der Jesuitenmissionen, die nicht unter portugiesischen Einfluss geraten wollen, vorgelegt. Dieser besucht daraufhin die Mission, lässt sich von der urchristlichen Atmosphäre berühren, genießt ihre Musikalität, um sodann in die Kolonialstadt zurückzukehren und realpolitisch zu entscheiden, dass der Vertrag der beiden Monarchien einzuhalten ist und die Jesuiten sich den päpstlichen Weisungen in Gehorsam zu fügen haben. Am Ende triumphiert die Gewalt: Missionare und Ureinwohner werden von spanischen und portugiesischen Soldaten niedergemetzelt, weil sie den Interessen der Kolonialherren entgegenstehen. Als die Truppen sich der Mission von Gabriel und Mendoza nähern, bereitet Mendoza gewaltsamen Widerstand der Indígenas vor. Die alten Waffen im Fluss werden gehoben und geschärft. Mendoza bittet Pater Gabriel um seinen Segen, den Gabriel verweigert. Er sagt, wenn Mendoza Recht habe, habe er den Segen Gottes, wenn nicht, wäre Gabriels Segen bedeutungslos. Die Männer umarmen einander.
Mendoza und einige Indígenas stehlen in der Nacht vor dem Angriff aus dem Lager der Soldaten Schießpulver. Als die Söldner anrücken, bereitet Mendoza die Sprengung einer Brücke vor, über die die Angreifer gehen müssen, um in die Mission zu gelangen. Auf einer anderen nahe gelegenen Brücke bemerkt er ein allein gelassenes Kleinkind. Während er das Kind rettet, durchtrennen die Soldaten die Zugleine, mit der die Sprengung ausgelöst werden soll. Mendoza wird erschossen. Sterbend sieht er, dass Pater Gabriel mit einer Monstranz in den Händen eine Prozession der wehrlosen Indígenas anführt, die den Angreifern entgegengeht. Gabriel wird ebenfalls erschossen, einer der Indígenas hebt die Monstranz auf und führt die Prozession weiter. Die Soldaten ermorden die wehrlosen Frauen und Kinder und brennen die Indianersiedlung nieder.
Der für die Räumung der Mission verantwortliche päpstliche Gesandte Altamirano fragt den Befehlshaber der Truppen, ob das Massaker notwendig gewesen sei. Zur Antwort bekommt er, dass sie in der „realen Welt“ agieren müssten, die „so“ sei. Darauf antwortet Altamirano, „wir“ hätten die Welt so gemacht – nach einem Augenblick fügt er hinzu, „er“ habe die Welt so gemacht. Am Ende des Films zitiert er aus seinem Bericht an den Papst, in dem er den Tod der Ordensmänner schildert und offenbart, er fühle sich seither „tot“. Die Schlussszene zeigt, wie ein Guarani-Mädchen die Siedlung verlässt, eine Violine aus dem Fluss birgt und zusammen mit anderen überlebenden Kindern in einem Kanu davonrudert. Der Film endet mit einem eingeblendeten Text, der besagt, dass die Ureinwohner bis zum heutigen Tage ums Überleben kämpfen und ihre Kultur vernichtet wird. Außerdem wird ein Zitat aus dem Evangelium nach Johannes eingeblendet. Nach dem Abspann wird nochmals das Gesicht Altamiranos gezeigt.

## Synchronisation
| Darsteller     | Synchronsprecher      | Rolle                 |
| -------------- | --------------------- | --------------------- |
| Robert De Niro | Christian Brückner    | Rodrigo Mendoza       |
| Jeremy Irons   | Frank Glaubrecht      | Pater Gabriel         |
| Ray McAnally   | Erik Schumann         | Altamirano (Erzähler) |
| Aidan Quinn    | Pierre Peters-Arnolds | Felipe Mendoza        |
| Liam Neeson    | Randolf Kronberg      | Pater Fielding        |
| Chuck Low      | Wolfgang Hess         | Cabeza                |
| Ronald Pickup  | Reinhard Glemnitz     | Hontar                |

## Historischer Hintergrund

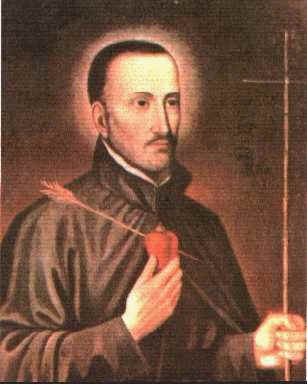
Der Heilige Roque González de Santa Cruz (1576–1628)

Der Film basiert auf Ereignissen, die auf den Vertrag von Madrid folgten, in dem Spanien 1750 einen Teil Paraguays an Portugal abtrat. Der Erzähler des Films, der päpstliche Gesandte Altamirano, entspricht dem andalusischen Jesuitenpater Luis Altamirano, der vom Jesuitengeneral Ignazio Visconti 1752 nach Paraguay entsandt wurde, um die Übergabe des Territoriums an Portugal zu überwachen. Betroffen waren sieben Reduktionen des Ordens südlich und östlich des Río Uruguay. Als Gegenleistung versprach Spanien jeder Mission 4.000 Peso, das heißt, weniger als einen Peso für jeden der circa 30.000 Guaranis, die auf dem Gebiet der Reduktionen lebten. Der Wert des Ackerlandes, des Viehs und der Gebäude wurde auf 7–16 Millionen Pesos geschätzt. Der Höhepunkt des Films ist der Guarani-Krieg von 1754 bis 1756, in dem Angehörige dieses Volkes unter dem Kommando Sepé Tiarajus ihre Heimat gegen spanische und portugiesische Streitkräfte verteidigten, die den Vertrag von Madrid umzusetzen versuchten. Für den Film wurde eine der sieben Missionen nachgebaut, nämlich die von São Miguel das Missões.
Der Film kombiniert diese Ereignisse mit der Geschichte älterer Jesuitenreduktionen, die zwischen 1610 und 1630 am Fluss Paranapanema oberhalb der Saltos del Guairá gegründet wurden. Diese wurden 1631 aufgegeben, als Jesuiten und Guaranis vor den Paulistaner Bandeirantes fliehen mussten. Die Schlacht am Ende des Films erinnert an die Schlacht von Mbororé, die 1641 zu Lande und zu Wasser ausgefochten wurde: Hier hatten die Jesuiten die „Indio“-Krieger mit Feuerwaffen ausgerüstet, die so die Bandeirantes schlagen konnten.
Die Figur des Pater Gabriel trägt Züge des Jesuiten Roque González de Santa Cruz, der 1628 von einem Kaziken ermordet wurde. Er wurde 1988 als Märtyrer heiliggesprochen.

## Produktion
Das Drehbuch wurde von dem Theaterstück Das heilige Experiment des österreichischen Dramatikers Fritz Hochwälder aus dem Jahr 1943 angeregt. Die Dreharbeiten fanden in Argentinien an den Iguazú-Wasserfällen sowie in Kolumbien in Cartagena und am Río Magdalena statt. Die Guarani wurden von den Wounaan dargestellt. Chuck Low, der den Sklavenhändler Cabeza spielt, war zu dieser Zeit der Makler von Robert De Niros Wohnung in New York und hatte in weiteren Filmen mit Robert De Niro wie z. B. in King of Comedy und Es war einmal in Amerika kleinere Rollen.

## Filmmusik
Bleibende Bedeutung hat der Film auch aufgrund der markanten Filmmusik von Ennio Morricone, insbesondere die Melodie Gabriels Oboe existiert in zahlreichen Interpretationen und Transkriptionen. In der 2005 veröffentlichten Liste von Amerikas bester Filmmusik aller Zeiten, die das American Film Institute veröffentlichte, belegte diese Komposition den 23. Rang.

## Veröffentlichung
Kinostart in Deutschland war der 8. Januar 1987. In der DDR war der Film am 18. Dezember 1987 unter dem Titel Die Mission erstmals in den Kinos zu sehen. Am 21. August 1991 erfolgte die Erstausstrahlung im deutschen Fernsehen auf ProSieben. Am 9. Februar 1999 erschien der Film auf DVD.

## Kritiken

### Englischsprachige Kritiken
Roger Ebert schrieb in der Chicago Sun-Times vom 14. November 1986, es gebe keine einzige Szene, die nicht schön anzusehen sei; die Szenen würden jedoch keine zusammenhängende Handlung („coherent narrative“) bilden. Die Figur des Rodrigo Mendoza wird von Ebert in seiner Kritik durchweg negativ bewertet. Die Kampfszenen am Ende des Films empfand Ebert als verwirrend („confusing“) und schlecht choreographiert („badly choreographed“). Die Darstellungen der Schauspieler in den einzelnen Szenen bezeichnete er als wirkungsvoll („effective“).
Rita Kempley schrieb in der Washington Post vom 14. November 1986, die Darstellungen von Jeremy Irons und Robert De Niro seien genauso schwerfällig („ponderous“) wie kraftvoll. Sie bezeichnete den Film als majestätisch und warnte, er strapaziere die Grenzen der religiösen Toleranz der Zuschauer. Dafür biete der Film Einblicke in die komplizierte Kirchendiplomatie und großartige („gorgeous“) Bilder der Wasserfälle von Iguaçu.
Steven D. Greydanus schrieb im christlichen Filmführer decentfilms.com, der Film sei zwar nicht perfekt, aber er enthalte einige der bewegendsten Bilder von Verzweiflung, Buße und Versöhnung, die je gedreht worden seien.

### Deutschsprachige Kritiken
„In epischer Breite langsam entwickeltes Drama, das deutlich ethische Ansprüche formuliert und seine filmischen Mittel auf bemerkenswerte Weise beherrscht. Erstaunlich differenziert in der Darstellung des inneren Konfliktes.“

„Der […] Streifen zeigt sicher keine leichte Kost, ist aber sehenswert. Auch wenn der Film sich im Mittelteil phasenweise leicht zieht, während der Anfang noch etwas breiter dargestellt hätte werden können, so hat Joffé doch insgesamt einen mehr als gelungenen und berührenden Film geschaffen, der zudem mit Robert de Niro und Jeremy Irons zwei sehr überzeugend agierende Hauptdarsteller aufweisen kann, während Liam Neeson darunter zu leiden hat, dass seine Rolle viel zu klein ausgefallen ist.“

## Auszeichnungen
Der Film wurde 1987 mit einem Oscar für die Beste Kamera ausgezeichnet und war als Bester Film, für die beste Regie, die Musik, das Szenenbild, das Kostümdesign sowie den besten Schnitt nominiert.
Ennio Morricone gewann für die Filmmusik den Golden Globe Award, genauso Robert Bolt für das Drehbuch. Der Film erhielt drei weitere Nominierungen für den Golden Globe: für Roland Joffé (Beste Regie), Jeremy Irons (Bester Hauptdarsteller – Drama) und als Bester Film – Drama.
Der Film erhielt den BAFTA Award in drei Kategorien, darunter für Ennio Morricone, und wurde in acht weiteren Kategorien für den BAFTA Award nominiert.
Roland Joffé gewann bei den Internationalen Filmfestspielen von Cannes 1986 die Goldene Palme und den Großen technischen Preis.
1995 wurde Mission in die Filmliste des Vatikans aufgenommen, die insgesamt 45 Filme umfasst, die aus Sicht des Heiligen Stuhls besonders empfehlenswert sind. Eine fünfköpfige niederländische Jury, zusammengesetzt aus Filmschaffenden und Theologen, erkor den Film im Oktober 2009 zum „besten katholischen Film aller Zeiten“.
Die Deutsche Film- und Medienbewertung verlieh dem Film das Prädikat „Besonders wertvoll“.